# Поллотта, Ник
Ник Поллотта (англ. Nick Pollotta; 26 августа 1954 — 31 апреля 2013, Чикаго) — американский писатель. Наиболее известен своими юмористическими романами, среди которых научно-фантастический роман «Внезапное вторжение» (англ. Illegal Aliens; совместно с Филом Фоглио) и фэнтезийные романы «Бюро 13» (англ. Bureau 13) и «Бог Кальмар» (англ. That Darn Squid God; совместно с Джеймсом Клеем). Большинство его работ были опубликованы издательством Gold Eagle Books под псевдонимами Джеймс Экслер (англ. James Axler) и Дон Пендлтон (англ. Don Pendleton). Также писал под псевдонимом Джек Хопкинс (англ. Jack Hopkins). Поллотта умер от рака 13 апреля 2013 года. Был стендап-комиком. Жил в Чикаго со своей женой Мелиссой. У него остались жена и трое сыновей.
Сотрудничал с писателем Филом Фоглио (англ. Phil Foglio), который также писал не только под собственным именем, но и под псевдонимом Джеймс Клей (англ. James Clay).